# Giey-sur-Aujon
Giey-sur-Aujon ist eine französische Gemeinde mit 145 Einwohnern (Stand: 1. Januar 2022) im Département Haute-Marne in der Region Grand Est; sie gehört zum Arrondissement Chaumont und zum Kanton Châteauvillain. 

## Geographie
Giey-sur-Aujon liegt etwa 22 Kilometer südsüdöstlich von Chaumont am Aujon. Umgeben wird Giey-sur-Aujon von den Nachbargemeinden Arc-en-Barrois im Norden, Bugnières im Nordosten, Ternat im Osten, Saint-Loup-sur-Aujon im Südosten und Süden, Arbot im Süden und Südwesten, Rouvres-sur-Aube im Südwesten sowie Aubepierre-sur-Aube im Westen.
| Bevölkerungsentwicklung    | Bevölkerungsentwicklung | Bevölkerungsentwicklung | Bevölkerungsentwicklung | Bevölkerungsentwicklung | Bevölkerungsentwicklung | Bevölkerungsentwicklung | Bevölkerungsentwicklung | Bevölkerungsentwicklung |
| -------------------------- | ----------------------- | ----------------------- | ----------------------- | ----------------------- | ----------------------- | ----------------------- | ----------------------- | ----------------------- |
| Jahr                       | 1962                    | 1968                    | 1975                    | 1982                    | 1990                    | 1999                    | 2006                    | 2019                    |
| Einwohner                  | 236                     | 177                     | 150                     | 154                     | 136                     | 145                     | 154                     | 142                     |
| Quellen: Cassini und INSEE |                         |                         |                         |                         |                         |                         |                         |                         |

## Sport
Im Jahr 2024 führte die Tour de France auf der 8. Etappe durch Giey-sur-Aujon. Auf der D154 wurde mit der Côte de Giey-sur-Aujon (396 m) eine Bergwertung der 4. Kategorie abgenommen. Diese wies auf einer Länge von 1,2 Kilometern eine durchschnittliche Steigung von 8,4 % auf. Der Norweger Jonas Abrahamsen gewann die Bergwertung.

## Sehenswürdigkeiten
- Kirche Saint-Gengoul aus dem 13. Jahrhundert, Monument historique